# 幽浮學

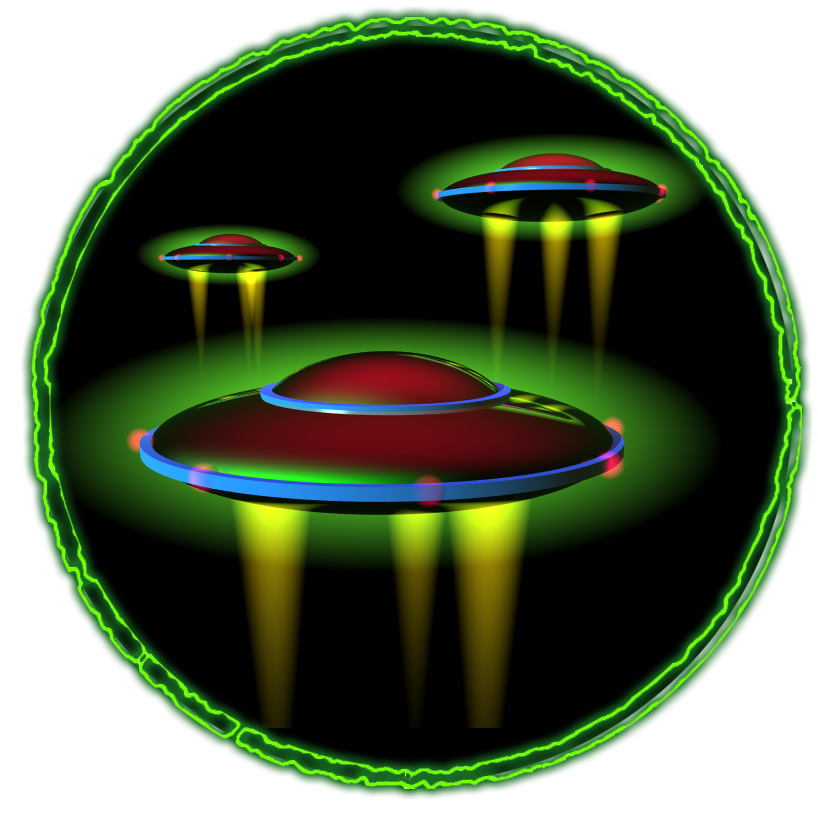
想像中的UFO

幽浮學（英語：Ufology），又称飞碟学、UFO研究，是指對不明飛行物體（UFO）報告、目擊事件、物理現象與相關奇異現象的各種研究。儘管多年來，幽浮出沒的報告都一直受到政府、獨立團隊及科學家等所調查，部分學者認為幽浮學是偽科學。

## 背景
雖然有許多飛碟學家努力爭取科學界的認同，但是即使有一些具有名望的學者，例如約瑟夫·艾倫·海尼克、詹姆斯·麥當勞、雅克‧瓦萊（Jacques Vallee）、彼得·斯迪羅克（Peter Sturrock）等，參與研究，飛碟學仍然不被主流科學界認為是一門科學。

## 重要事件
- 羅斯威爾事件（1947年）
- 曼特爾幽浮事件（1948年）
- 高曼纏鬥（1948年）
- 華盛頓不明飛行物事件（1952年）
- 希爾夫婦被外星人綁架事件（1961年）
- 1973年帕斯卡古拉事件（1973年）
- 丘比斯·瓦頓被外星人綁架事件（1975年）
- 藍道申森林事件（1980年）
- 日本航空1628號班機事件（1986年）
- 鳳凰城光點（1997年）

## 接觸
外星生物接觸在幽浮學上是指人類与外星生物或不明飛行物體所發生的不同程度接触。

### 第一類接觸
第一類接觸，目擊一個或多個不明飛行物體：
- 飛碟
- 奇怪光體
- 不屬於人類科技技術的飛行物體

### 第二類接觸
第二類接觸，目擊一個或多個不明飛行物體，並給目擊者及週遭環境帶來相關的物理反應，其中包括：
- 熱力或輻射
- 地形損毀
- 身體麻痺
- 使動物受驚嚇
- 干擾引擎或電視及電台的接收
- 使目擊者失去目擊不明飛行物那段時間的記憶[9]

### 第三類接觸
第三類接觸，清楚辨識出UFO，特别是辨識出外星生命。

### 第四類接觸
第四類接觸，人類直接与UFO或外星生物接触，其方式有被劫持、被检查、被进行实验等。此種類型的外星生物接觸是不包括於海尼克原先的分類方法上。

### 第五類接觸
第五類接觸，由史蒂芬·格里尔的CSETI小組命名，意義上是指透過人類自發或雙方合作，以一種有意識、自願性和積極主動的方式與外星文明溝通。此種類型的外星生物接觸是不包括於海尼克原先的分類方法上。
就是从地球上发射飞行器或电磁波，访问可能存在生命的星球。

### 第六類接觸
第六類接觸為被外星人所傷甚至造成死亡。

### 第七類接觸
第七類接觸是指人類與外星人一起交配，並孕育出下一代。

## 研究

### 符號計劃
美國空軍第一次對不明飛行物進行的官方調查是符號計劃（1947年-1949年）及怨恨計劃（1949年）。符號計劃檢查幾百次目擊記錄，其中大多數有明確的解釋。有些目擊事件被歸類為可信但無法解釋，在這種情況下，不能排除先進的未知飛行物存在的可能性。符號計劃最初備忘錄非常重視UFO問題，在對16個早期報告進行調查之後，喬治·D·加勒特中校估計這些目擊事件並非想像或自然現象。特文寧中將在給布里格的信中表達同樣的看法，並敦促空軍和其他政府機構進行協調調查。特文寧的備忘錄導致符號計劃在1947年底成立。1948年夏天，符號計劃的第一次報告認為一些不明飛行物報告是來自外星生命。美國空軍總參謀長霍伊特·范登堡否定該結論，導致符號計劃結束，怨恨計劃成立。

### 藍皮書計劃
藍皮書計劃成立於1952年，於1969年12月終止，但持續活動到1970年1月。藍皮書計劃收集了12618件UFO報告，最後總結：大部分報告都只是誤認了自然現象（例如雲、星星等）或是普通飛行物，少數幾件是謊報。有701件（約6%）被歸類為原因不明。藍皮書計劃因為資訊公開法而目前已公開，但其中提到的人名和所有證人的人事資料已經被塗去。
藍皮書計劃的第一任負責人是愛德華·魯佩爾特上尉。在他的命令下，研發出一套不明飛行物的標準報告格式。他也是正式發明「UFO」一詞的人，取代了當時所用不準確而且有暗示性的「飛碟」一詞。他在退役之後，寫了《The Report on Unidentified Flying Objects》一書，描述美國空軍1947年到1955年對不明飛行物的調查。
藍皮書計劃的科學顧問是天文學家約瑟夫·艾倫·海尼克。他一直為該計劃工作直到計劃結束，並且創始了一套分類系統。這套分類系統後來被延伸為今日所知的近距離接觸分類。他一開始持懷疑論，但後來自稱有些猶豫。由於他的履歷，在1970年代他或多或少算是這方面的權威。他在聯合國大會上對此議題發言過，並且是電影《第三類接觸》的技術顧問。

### 羅伯森調查小組
1952年，美國中央情報局決定成立一個調查小組來為UFO提出科學解釋。1953年1月，美國官員H. Marshall Chadwell和物理學家霍華德·珀西·羅伯森（Howard Percy Robertson）成立了這個由非軍方學者組成的調查小組。
羅伯森調查小組調查之後，提出著名羅伯森報告，認為沒有發現足以證明UFO會威脅國家安全或者是來自地球以外的證據，然而對於UFO報告的持續關注卻有可能造成通訊管道阻礙以及大眾的非理性行為，進而妨礙政府運作。小組也擔心美國的潛在敵人會利用UFO現象阻礙美國空防。
羅伯森調查小組建議為解決這些問題，國家安全局要拆穿UFO報告，並且研究出公共教育政策來向大眾保證關於UFO的證據不足。小組建議利用大眾媒體、廣告、工商聯誼會、學校、甚至迪士尼企業來促進傳播。在當時麥卡錫主義的氣氛之下，小組還建議要監視私人UFO團體，防範其顛覆活動。

### 康頓委員會
在羅伯森調查小組結束之後，美國空軍想要結束對不明飛行物的研究，並將藍皮書計畫移交給另一個機構。1966年10月，美國空軍在物理學家愛德華·康頓的領導下與科羅拉多大學簽訂合同，花費32.5萬美元對選定的不明飛行物目擊事件進行更科學化的調查，並就該項目的未來提出建議。康頓委員會研究91個不明飛行物目擊紀錄，其中30％無法識別。康頓委員會報告認為，不存在“直接證據”證明不明飛行物是外星人，過去二十一年的UFO研究沒有對科學知識做出任何貢獻，並且進一步的研究並不合理。康頓委員會結論導致藍皮書計畫於1969年12月結束。然而，許多幽浮學家對康登報告並不滿意，並認為這份報告掩蓋事實。

### 肯丁計劃
英國國防部於2006年出版《英國防空區域未知空中現象》，揭露英國對於不明飛行物體的研究，被稱為肯丁計劃。
肯丁計劃研究1959年至1997年期間發生在英國的不明飛行物體。報告確認不明飛行物是一種現存的現象，認為它們對國防不構成威脅，沒有證據表明UFO是由外星人引起的，UFO也不具有可能與飛機相撞的實體。儘管肯丁計劃承認無法確切解釋所有分析過的不明飛行物體，但它建議國防情報部科技情報局停止監測不明飛行物體，因為它們對國防沒有影響。該報告得出的結論是，一小部分難以解釋的目擊事件是由類似於球狀閃電的大氣等離子體現象引起的。

### 美國國家安全局解密文件的研究
根據美國國家安全局的一份解密文件的研究指出，銀河系中至少有1億的行星可以具備孕育生命的條件，包括有適合的溫度及化學條件。根據另一份解密文件研究，指出所有UFO係騙局、或幻覺、或自然現象、或地球物體的假說，基乎是沒有可能。另一份解密研究則指出，有大量可靠可信的UFO的報告出現。

### 梵蒂岡秘密檔案館疑藏UFO意大利墜毀紀錄
在天主教的「梵蒂岡宗座檔案館」中，有一件難以確認真偽的話題是，檔案館內疑似存放了外星飛船墜毀的紀錄，主要是有關在1930年代，有一艘外星飛船曾在意大利墜毀。

### 美國國防部被指散播UFO虛假資訊
美國全域異常現象解析辦公室調查發現，國防部多年涉嫌刻意散播有關UFO的虛假消息，甚至暪騙新入職的軍官，來掩飾軍方機密研發的軍事設施，甚至偽造UFO照片，令人們懷疑當地有UFO出沒。調查還發現，很多所謂UFO個案，大部分主角都只是氣球、雀鳥或無人機，機師聲稱看到的飄浮物，實際上是衛星反射陽光造成。調查還爆出，美國國防部曾向部分員工偽造與外星人有關的機密計劃，讓他們信以為真。調查人員正調查軍官誤導下屬的原因，但推測可能是忠誠度測試、刻意欺騙或其他目的。

## 假說
- 外星生物說
- 秘密武器說
- 大氣生物說
- 未來航空器說
- 动物园假说
- 超自然假說
- 心理社會假說

## 組織
- 台灣飛碟學會
- 台灣外星人研究所
- 美國國家大氣現象研究委員會
- 英國UFO研究協會

## 參閲
- 外星人绑架
- 古代太空人
- 气场
- 人與外星生物接觸
- 麥田圈
- 不明飞行物

## 外部連結
- Ufology News （页面存档备份，存于）
- UFO Video and News Database （页面存档备份，存于）
- Diana Palmer Hoyt, "UFOCRITIQUE: UFO's, Social Intelligence and the Condon Committee"; Master's Thesis, Virginia Polytechnic Institute, 2000 read it online